# Sandra Szabóová
Sandra Szabóová, née le 22 juillet 1996 à Komárno en Slovaquie, est une ancienne joueuse slovaque de volley-ball du poste de centrale, professionnelle de 2013 à 2020.

## Biographie

### Carrière
Elle effectue sa formation au VK Komárno, club de sa ville natale avant de rejoindre en 2013 le Slavia Bratislava où elle commence sa carrière professionnelle. Avec ce dernier, elle remporte par trois fois le doublé championnat de Slovaquie-coupe nationale entre 2014 et 2017.
Lors de l'exercice 2018-2019, elle vit sa première expérience à l'étranger, au sein de la formation allemande du SC Potsdam, évoluant en 1.Bundesliga.
Après une saison avec Potsdam, elle est recrutée par le club français du VBC Chamalières. Durant la saison 2019-2020 — également marquée par la pandémie de Covid-19 occasionnant l'arrêt des compétitions sur le plan national —, elle inscrit 116 points (26 contres) en 19 matchs. 
Non conservée par le club auvergnat à l'intersaison 2020, elle retrouve le Championnat allemand en s'engageant avec le NawaRo Straubing. En novembre 2020, le club et la joueuse annoncent la fin de leur collaboration, en raison d'une blessure de cette dernière au dos. Peu de temps après, elle officialise la fin de sa carrière sportive.

### Équipe nationale slovaque
Le 17 mai 2017, elle dispute son premier match avec l'équipe de Slovaquie lors d'une opposition amicale organisée à Bucarest face à la Roumanie.
En 2019, elle participe à la Ligue européenne et au Championnat d'Europe où la sélection termine à la 12e place.

## Clubs
- Slavia Bratislava (2013–2018)
- SC Potsdam (2018–2019)
- VBC Chamalières (2019–2020)
- NawaRo Straubing (2020–nov.2020)

## Palmarès
- Championnat de Slovaquie (3) :
  - Vainqueur en 2015, 2016, 2017.
  - Finaliste en 2014, 2018.

- Coupe de Slovaquie (3) :
  - Vainqueur en 2015, 2016, 2017.
  - Finaliste en 2014.

### Distinctions individuelles
- 2015-2016 : Championnat de Slovaquie — Meilleure centrale.
- 2016-2017 : Championnat de Slovaquie — Meilleure centrale.
- 2016-2017 : Coupe de Slovaquie — Meilleure attaquante.
- 2016-2017 : Coupe de Slovaquie — Meilleure marqueuse.
- 2017-2018 : Championnat de Slovaquie — Meilleure centrale.
- 2017-2018 : Championnat de Slovaquie — Meilleure récupératrice.